# Manchester Orchestra
Manchester Orchestra är ett amerikanskt indierockband. Bandet bildades i Atlanta, Georgia 2005.
Bandet består av Andy Hull (sång, gitarr), Robert McDowell (gitarr), Tim Very (trummor) och Andy Prince (bas).

## Medlemmar
Nuvarande medlemmar
- Andy Hull - sång, rytmgitarr, piano (2004-idag)
- Robert McDowell - sologitarr, keyboard, sång (2004-idag)
- Tim Very - trummor, slagverk (2011-idag)
- Andy Prince - bas, bakgrundssång (2013-idag)

Tidigare medlemmar
- Chris Freeman - keyboard, slagverk, bakgrundssång (2004-2016)
- Jonathan Corley - bas (2004-2013)
- Jeremiah Edmond - trummor, slagverk (2004-2010)
- Garrett Brown - gitarr
- Benjamin Homola - trummor, slagverk
- Len Clark - trummor, slagverk
- David Brandon Dees - bas
- Trey Balfour - sologitarr, piano
- Andrew Maysilles - trummor, slagverk
- Trevor Dowdy - gitarr, keyboard

## Diskografi (urval)
Studioalbum
- 2004: Nobody Sings Anymore (aldrig officiellt utgiven)
- 2006: I'm Like a Virgin Losing a Child
- 2009: Mean Everything to Nothing
- 2011: Simple Math
- 2014: Cope
- 2014: Hope
- 2017: A Black Mile To The Surface

EP
- 2004: 5 Stories
- 2005: You Brainstorm, I Brainstorm, But Brilliance Needs a Good Editor
- 2008: Daytrotter Session (live)
- 2008: Let My Pride Be What's Left Behind
- 2009: Fourteen Years of Excellence
- 2009: Live at Park Ave (live)
- 2010: I Could Be the Only One
- 2010: Manchester Orchestra / Kevin Devine (delad EP)
- 2010: iTunes Live from SoHo

Singlar (topp 50 på Billboard Alternative Songs)
- 2009: I've Got Friends
- 2009: Shake It Out
- 2011: April Fool